# 噪声 (视频)

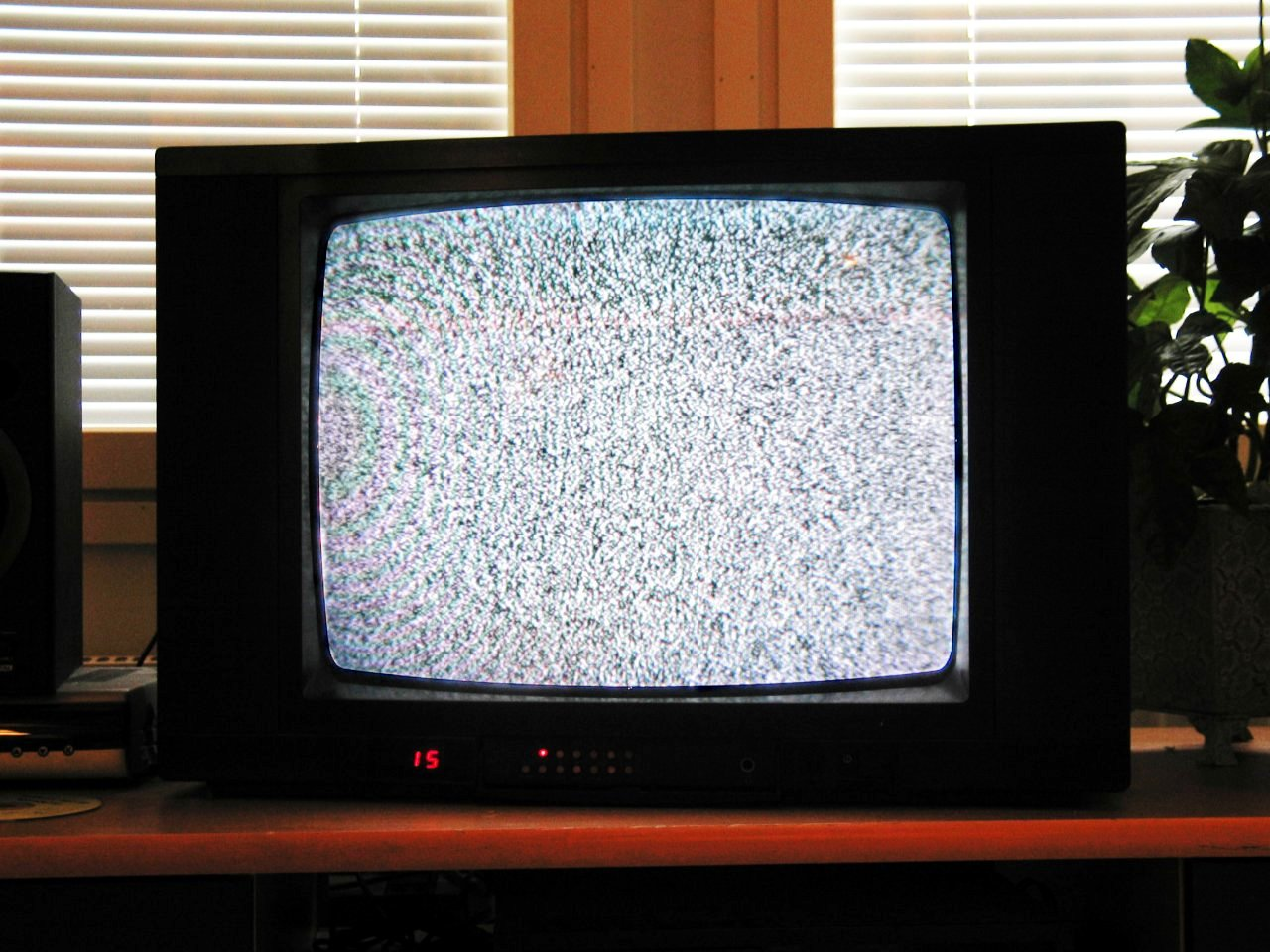

在模拟影片和电视领域，雜訊（英語：Noise）是指当电视机或其他显示设备的天线接收器在没有获得信号时，因白噪声所产生的随机的像素点图案。这些随机图案以闪烁的点状或雪花状叠加在画面上，它是因雜訊以及天线意外拾取的辐射电磁噪声所导致。这种现象最常见于類比電視和空白的VHS磁带。
许多电磁雜訊源导致了这种特征性的显示模式。大气中的噪声源非常普遍，包括宇宙微波背景辐射造成的电磁信号，以及附近的电子设备造成的本地无线电噪声。
显示设备本身也是雜訊源之一，比如其内部的电子元件导致的热噪声。大多数噪声来自天线附属的首个晶体管。
英国观众在信号消失后常看到黑画面上的白雪花，而非白画面上的黑点，技术上的原因是旧的405线英国发送塔在加拿大、美国以及（目前的）英国使用正极而非负极视频调制。
由于数字电视集成的电子电路的算法，以及其屏幕的固有量化，在数字电视上看到的“雪花”不会那么随机。大多数现代的电视会自动切换到蓝屏，或在屏幕保持静态一段时间后转入待机状态。